# Pelecopsis odontophora
Pelecopsis odontophora är en spindelart som först beskrevs av Kulczynski 1895.  Pelecopsis odontophora ingår i släktet Pelecopsis och familjen täckvävarspindlar. Inga underarter finns listade i Catalogue of Life.